# 石祁子
石祁子（？—？），中国春秋时期卫国政治人物，石氏。
石骀仲死后，没有嫡子，有庶子六人。占卜为后嗣，说：“沐浴佩玉则兆，五人者皆沐浴佩玉。”石祁子说：“孰有执亲之丧．而沐浴佩玉者乎？”不沐浴佩玉。前682年南宫长万、南宫牛和猛获杀害宋闵公，萧叔大心等公族拥立宋桓公为君，杀死了南宫牛。猛获逃亡到卫国，南宫长万逃亡到陈国，宋国人到卫国请求归还猛获。卫惠公君臣国人不想给。石祁子说：“天下的恶事都是一样可恶，在宋国作恶在我国被保护，保护他有什么用？得到一个人失去一个国家，结交恶人失去友国，不是好谋略。”卫国人把猛获归还给了宋国。宋国人把猛获和南宫长万剁成了肉酱。衛懿公九年（前660年）北狄人攻衛國到熒澤，衛懿公便命大夫石祁子、甯莊子守衛都城，自率中軍，由大夫渠孔駕車、子伯為車右，命大夫黃夷、孔嬰齊分率前、後軍開赴熒澤迎敵，結果兵敗被殺。